# Puchar Europy Mistrzów Klubowych (1986/1987)
XXXII Puchar Europy Mistrzów Klubowych 1986/1987

(ang. European Champion Clubs’ Cup)

## I runda
| PSV Eindhoven – Bayern Monachium 0:2 i 0:0 1 17.09 1986 0:1 Mathy 80, 0:2 Mathy 90 2 01.10 1986 |
| FC Porto – Ajax Rabat 9:0 i 1:0 1 17.09 1986 1:0 Gomes 20, 2:0 Eloi 25, 3:0 Gomes 49, 4:0 Madjer 54, 5:0 Andre 60, 6:0 Andre 65, 7:0 Gomes 69, 8:0 Celso 80, 9:0 Gomes 83 2 01.10 1986 1:0 Sousa 80                                                                        |
| Avenir Beggen – Austria Wiedeń 0:3 i 0:3 1 17.09 1986 0:1 Drabits 14, 0:2 Frind 67, 0:3 Polster 71 (mecz w Luksemburgu) 2 01.10 1986 0:1 Ogris 42, 0:2 Polster 60, 0:3 Steinkogler 78                                                                                      |
| Juventus F.C. – Knattspyrnufélagið Valur 7:0 i 4:0 1 17.09 1986 1:0 M. Laudrup 19, 2:0 M. Laudrup 22, 3:0 Serena 43, 4:0 Cabrini 60, 5:0 M. Laudrup 65, 6:0 Vignola 77, 7:0 Briaschi 78 2 01.10 1986 1:0 Platini 10, 2:0 M. Laudrup 31, 3:0 M. Laudrup 36, 4:0 Platini 86, |
| FK Crvena zvezda – Panathinaikos AO 3:0 i 1:2 1 17.09 1986 1:0 Musemić 45, 2:0 Cvetković 55, 3:0 B. Dżurovski 66 2 01.10 1986 0:1 Saravakos 8, 0:2 Dimopoulos 31, 1:2 Cvetković 89                                                                                         |
| Beroe Stara Zagora – Dynamo Kijów 1:1 i 0:2 1 17.09 1986 0:1 Michajliczenko 50, 1:1 Bonczew 89k 2 01.10 1986 0:1 Błochin 7, 0:2 Jakowienko 46 |
| BSC Young Boys – Real Madryt 1:0 i 0:5 1 17.09 1986 1:0 Bamert 2 2 01.10 1986 0:1 Santillana 36, 0:2 Valdano 72, 0:3 Sánchez 78, 0:4 Butragueño 80, 0:5 Butragueño 82 |
| RSC Anderlecht – Górnik Zabrze 2:0 i 1:1 1 17.09 1986 1:0 Gudjohnsen 26, 2:0 Scifo 37k 2 01.10 1986 0:1 Cyroń 56, 1:1 Gudjohnsen 80 |
| Brøndby IF – Budapest Honvéd 4:1 i 2:2 1 17.09 1986 1:0 Jansen 13, 1:1 Detari 19, 2:1 Olsen 56, 3:1 Östergaard 59, 4:1 Christensen 82 2 01.10 1986 0:1 Detari 43, 0:2 Kovács 60, 1:2 Nielsen 66, 2:2 Jörgenssen 88                                                         |
| Beşiktaş JK – Dinamo Tirana 2:0 i 1:0 1 17.09 1986 1:0 Dogan 49, 2:0 Calimbay 74k (mecz w Izmirze) 2 01.10 1986 1:0 Metin 7 |
| APOEL FC – Helsingin Jalkapalloklubi 1:0 i 2:3 1 17.09 1986 1:0 Moores 15k 2 01.10 1986 0:1 Valla 3, 1:1 loannou 35, 1:2 Rissanen 38, 1:3 Prokopi 63, 2:3 Valvee 69 |
| Rosenborg BK – Linfield F.C. 1:0 i 1:1 1 17.09 1986 1:0 Brandhaug 4 2 01.10 1986 1:0 Serloth 37, 1:1 McKeown 62 |
| Örgryte IS – Dynamo Berlin 2:3 i 1:4 1 17.09 1986 0:1 Pastor 19, 1:1 Hellström 62, 2:1 Samuelsson 69, 2:2 Thom 75, 2:3 Doll 88 2 01.10 1986 0:1 Pastor 10, 0:2 Backs 26, 1:2 Hellström 35, 1:3 Thorp 65, 1:4 Ernst 82                                                      |
| Shamrock Rovers – Celtic F.C. 0:1 i 0:2 1 17.09 1986 0:1 McLeod 82 2 01.10 1986 0:1 Johnston 27, 0:2 Johnston 62 |
| Paris Saint-Germain – Vítkovice Ostrawa 2:2 i 0:1 1 17.09 1986 0:1 Kovačik 8, 1:1 Halilhodżić 19, 1:2 Šourek 22, 2:2 Pilorget 58k 2 30.09 1986 Šourek 68 |
| Wolny los: Steaua Bukareszt |

## II runda
| Bayern Monachium – Austria Wiedeń 2:0 i 1:1 1 22.10 1986 1:0 Flick 44, 2:0 Matthäus 73k 2 05.11 1986 1:0 Wohlfarth 34, 1:1 Polster 54                                                                |
| Real Madryt – Juventus F.C. 1:0 i 0:1 (dog), karne 3:1 1 22.10 1986 1:0 Butragueño 21 2 05.11 1986 0:1 Cabrini 9                                                                                     |
| Vítkovice Ostrawa – FC Porto 1:0 i 0:3 1 22.10 1986 1:0 Šourek 24k 2 05.11 1986 0:1 Andre 5, 0:2 Celso 26, 0:3 Futre 82                                                                              |
| Rosenborg BK – FK Crvena zvezda 0:3 i 1:4 1 22.10 1986 0:1 Mrkela 12, 0:2 Cvetković 83, 0:3 Cvetković 87 2 05.11 1986 0:1 Cvetković 8, 0:2 Cvetković 9, 0:3 Mrkela 23, 0:4 Mrkela 25, 1:4 Sørloth 88 |
| RSC Anderlecht – Steaua Bukareszt 3:0 i 0:1 1 22.10 1986 1:0 Krnčevic 74, 2:0 Jansen 76, 3:0 Krnčevic 86 2 05.11 1986 0:1 Bölöni 58                                                                  |
| Celtic F.C. – Dynamo Kijów 1:1 i 1:3 1 22.10 1986 0:1 Jewtuszenko 17, 1:1 Johnston 80 2 05.11 1986 0:1 Błochin 12, 1:1 McGhee 49, 1:2 Jakowienko 72, 1:3 Jewtuszenko 89                              |
| Brøndby IF – Dynamo Berlin 2:1 i 1:1 1 22.10 1986 1:0 M. Schulz 27s, 2:0 Vilfort 47, 2:1 Rohde 88 2 05.11 1986 1:0 Vilfort 8, 1:1 Ernst 12                                                           |
| Beşiktaş JK – APOEL FC vo Apoel wycofał się |

## 1/4 finału
| Bayern Monachium – RSC Anderlecht 5:0 i 2:2 1 04.03 1987 1:0 M. Rummenigge 15, 2:0 Pflügler 27, 3:0 D. Hoeness 69, 4:0 D. Hoeness 87, 5:0 Wohlfarth 89 2 18.03 1987 0:1 Lozano 31, 1:1 Wohlfarth 56, 1:2 Nuis 72, 2:2 Matthäus 88 |
| Beşiktaş JK – Dynamo Kijów 0:5 i 0:2 1 04.03 1987 0:1 Biełanow 17, 0:2 Błochin 41, 0:3 Jewtuszenko 47, 0:4 Błochin 51, 0:5 Jewtuszenko 61 2 18.03 1987 0:1 Błochin 50, 0:2 Jewtuszenko 70                                         |
| FK Crvena zvezda – Real Madryt 4:2 i 0:2 1 04.03 1987 1:0 B. Dżurovski 7, 2:0 Dżurović 12, 3:0 Cvetković 39, 3:1 Sánchez 66, 4:1 Janković 84, 4:2 Sánchez 87 2 18.03 1987 0:1 Butragueño 17, 0:2 Michel 64                        |
| FC Porto – Brøndby IF 1:0 i 1:1 1 04.03 1987 1:0 Madjer 71 2 18.03 1987 0:1 Steffenson 36, 1:1 Juary 74 |

## 1/2 finału
| Bayern Monachium – Real Madryt 4:1 i 0:1 1 08.04 1987 1:0 Augenthaler 11, 2:0 Matthäus 30k, 3:0 Wohlfarth 37, 3:1 Butragueño 45, 4:1 Matthäus 53k, 2 22.04 1987 0:1 Santillana 28 |
| FC Porto – Dynamo Kijów 2:1 i 2:1 1 08.04 1987 1:0 Futre 48, 2:0 Andre 57k, 2:1 Jakowienko 74 2 22.04 1987 1:0 Celso 3, 2:0 Gomes 11, 2:1 Michajliczenko 13                       |

## Finał
| 27 maja 1987 Wiedeń Praterstadion (62 000) FC Porto – Bayern Monachium 2:1 (0:1) Sędzia: Alexis Ponnet (Belgia) Bramki: 0:1 Ludwig Kögl 24, 1:1 Rabah Madjer 79, 2:1 Filho Juary 81 Żółte kartki: Jaime Magalhães, Celso, António Sousa / Helmut Winklhofer Futebol Clube do Porto (trener Artur Jorge): Józef Młynarczyk – João Pinto (kapitan), Celso, Eduardo Luís, Augusto Inácio (55 Antonio Frasco), Jaime Magalhães, António André, António Sousa, Quim (46 Filho Juary), Rabah Madjer, Paulo Futre Fußball-Club Bayern München (trener Udo Lattek): Jean-Marie Pfaff – Norbert Nachtweih, Norbert Eder, Hans Pflügler, Helmut Winklhofer, Hans-Dieter Flick (82 Lars Lunde), Michael Rummenigge, Lothar Matthäus (kapitan), Andreas Brehme, Dieter Hoeness, Ludwig Kögl |